# Геворгян, Саро
Са́ро Геворгя́н, другой вариант написания фамилии — Геворкя́н (арм. Սարո Գևորգյան; род. 23 декабря 1998, Мартуни, Гегаркуникская область, Армения), также известный как SARO — армянский певец, автор песен и победитель конкурса «Новая волна — 2021».

## Биография
Саро родился 23 декабря 1998 года в городе Мартуни в Армении. Затем он получил музыкальное образование в Ереванском государственном колледже культуры и искусств. После этого он продолжил обучение в Государственном армянском песенном театре.
В 2012 году Саро принял участие в музыкальном конкурсе в Санкт-Петербурге и одержал в нём победу.
После этого Саро ещё несколько раз принимал участие в нескольких музыкальных конкурсах, а в 2019 году он выступил бэк-вокалистом певицы Srbuk на конкурсе «Евровидение-2019».
В 2020 году Саро подал заявку на участие в конкурсе «Новая волна», однако его планы были сорваны из-за пандемии COVID-19 и конкурс был отменён. Спустя год, в 2021 году, он повторил свою попытку принять участие в конкурсе и смог занять на нём первое место.
В том же году Саро принял участие в музыкальном песенном телешоу «Маскарад», армянской адаптации международного телеформата «The Masked Singer» в костюме Дискошара и покинул проект в четвёртом выпуске.

## Дискография

### Синглы
| Название          | Год  | Альбом |
| ----------------- | ---- | ------ |
| Биполярная любовь | 2021 | N/A    |
| Fall in Love      | 2021 | N/A    |
| Как далеко        | 2022 | N/A    |
| Amenaser          | 2022 | N/A    |